# Імджін
Імджін (кор. 림진 [в КНДР], кор. 임진 [в Південній Кореї]) — річка в Північній і Південній Кореї (перетинає демілітаризовану зону). Сьома за довжиною (273,5 км) річка на Корейському півострові.

## Загальні відомості
Річка протікає з півночі на південь, впадає в річку Хан нижче Сеула, неподалік від Жовтого моря. Під час сезону дощів у липні та серпні збільшення стоку разом з кам'янистими берегами робить річку бурхливим потоком. Частими є повені. Взимку на річці утворюється тонкий лід. В нижній течії морські припливи періодично зламують та переносять його.
Повінь на річці, спричинена не оголошеним завчасно скиданням води з греблі в КНДР, що призвела до жертв у Південній Кореї, стала предметом між корейських перемовин у Кесоні.
Імджін — одна з трьох річок Південної Кореї, в яких водиться рідкісна риба Hemibarbus mylodon, що в корейській культурі є символом батьківства.

## В історії

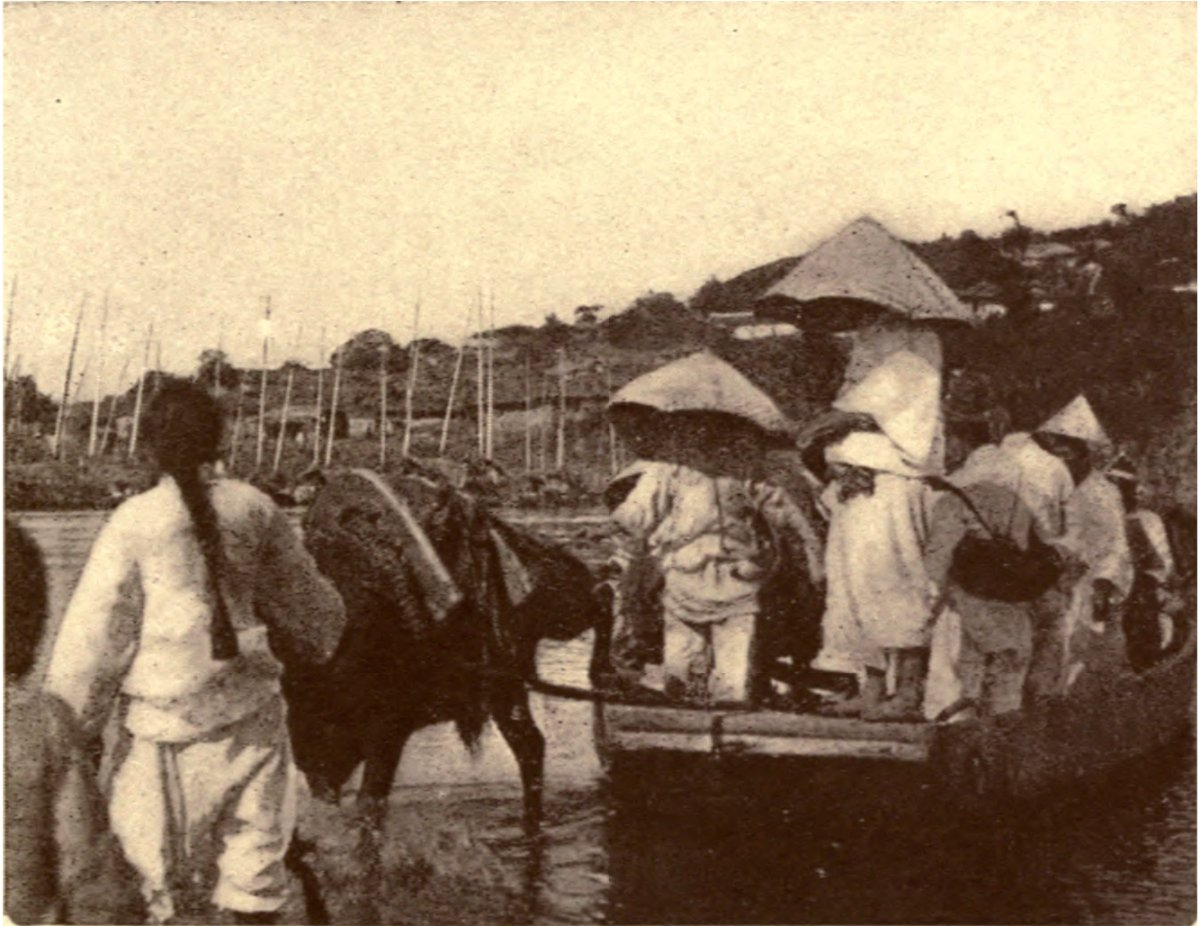
Паром через річку Імджін 1889 року

На річці двічі відбувались великі битви — 1592 року й під час Корейської війни. В 1990-их роках, під час голоду в КНДР, річка часто переносила на південь тіла загиблих, через що в Південній Кореї її прозвали «річкою мертвих».

## В культурі
Річка згадується в популярному романі «MASH — a novel about three army doctors».